# Avatarul din silicon
„Avatarul din silicon” (titlu original: „Silicon Avatar”) este al 4-lea episod din al cincilea sezon al serialului TV american științifico-fantastic Star Trek: Generația următoare și al 104-lea episod în total. A avut premiera la 14 octombrie 1991.
Episodul a fost regizat de Cliff Bole după un scenariu de Jeri Taylor bazat pe o poveste de Lawrence V. Conley.

## Prezentare
Cu ajutorul unui om de știință al cărui fiu trăise pe planeta natală a lui Data, membrii echipajului încearcă să comunice cu Entitatea Cristalină.

## Actori ocazionali
- Ellen Geer - Kila Marr
- Susan Diol - Carmen Davila